# کوسه سرچکشی
کوسه سرچکشی گونه‌ای از کوسه است که به خاطر ساختار غیرعادی و متفاوت سرش که به دو طرف پهن شده به کوسه سرچکشی معروف است. این کوسه‌ها را می‌توان در سراسر آب‌های گرم جهان و در امتداد خط ساحلی فلات قاره یافت. برخلاف بیشتر کوسه‌ها این گونه در اجتماع و دسته‌ای شنا می‌کنند. برخی از این دسته‌ها را می‌توان در نزدیکی جزایر کوک و کاستاریکا یافت.

## شکل ظاهری
نه گونه شناخته شده از این جانور طولی میان ۰٫۹ تا ۶ متر دارند. یک کوسه سرچکشی متوسط حدود ۲۲۵ کیلوگرم وزن دارد و گاهی تا ۴۵۰ کیلوگرم نیز افزایش می‌یابد. همه گونه‌ها دارای سرچکشی هستند.
به تازگی اثبات شده که شکل چکشی سر این جانور به خاطر بهبود در بینایی او است. موقعیت چشم‌ها به کوسه اجازه می‌دهند به خوبی یک دوربین دوچشمی یک محدوده ۳۶۰ درجه‌ای را ببیند. این به این معنا است که آن‌ها می‌توانند در یک زمان هم بالا هم پایین خود را مشاهده کنند. در حالی که پیش از این گمان می‌رفت که شکل چکشی سر این حیوان برای راحتی در جستجوی خوراک و ایجاد تعادل و مانور بهتر باشد. شکل غیرعادی مهره‌های این جانور باعث می‌شود که آن‌ها بتوانند به راحتی از قسمت سر دور بزنند.
کوسه‌های سرچکشی از بیشترین نیروی رانشی در بین سایر کوسه‌ها برخوردارند و مانند سایر کوسه‌ها از منافذ حسگر الکتریسیته بهره می‌برند. به خاطر شکل چکشی سر در نتیجه این گونه از کوسه‌ها در دریافت الکتریسیته کارا تر هستند. این کوسه‌ها توانایی دریافت ولتاژهایی تا نیم بیلیونیوم ولت را دارند. شکل چکشی سر نیز باعث می‌شود تا سوراخ‌های بینی بیشتر از همدیگر جدا باشند و به این وسیله توانایی جانور برای دریافت محرک‌های شیمیایی و مکان یابی غذا بهبود یابد.
به نظر می‌رسد دهان بسیار کوچک کوسه سرچکشی توانایی وی را برای شکار کردن کاهش می‌دهد. آنها همچنین به عنوان جانوران اجتماعی شناخته می‌شوند که در روزها در دسته‌های گاهی ۱۰۰ عددی دیده می‌شوند. اما در شب مانند سایر کوسه‌ها به شکارچیانی تنها تبدیل می‌گردند.

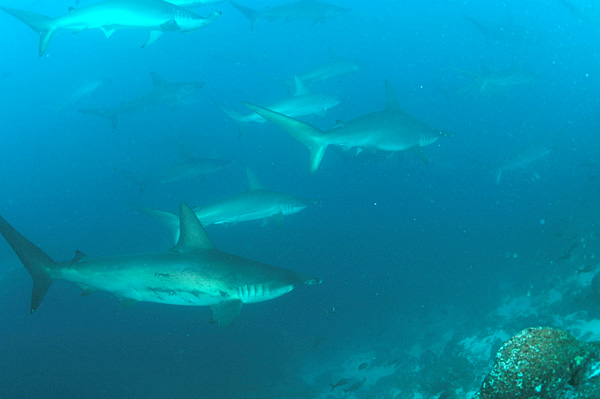
یک دسته کوسه سرچکشی در نزدیکی جزایر گالاپاگوس

کوسه سرچکشی از معدود جانورانی است که با قرار گرفتن در معرض نور آفتاب پوستش تیره می‌شود. تیره شدن پوست زمانی رخ می‌دهد که این کوسه در آبهای کم عمق یا نزدیک سطح آب شنا کند.

## تولید مثل
کوسه سرچکشی زنده زا بوده و نوزاد خود را در آب به دنیا می‌آورد.

## تغذیه

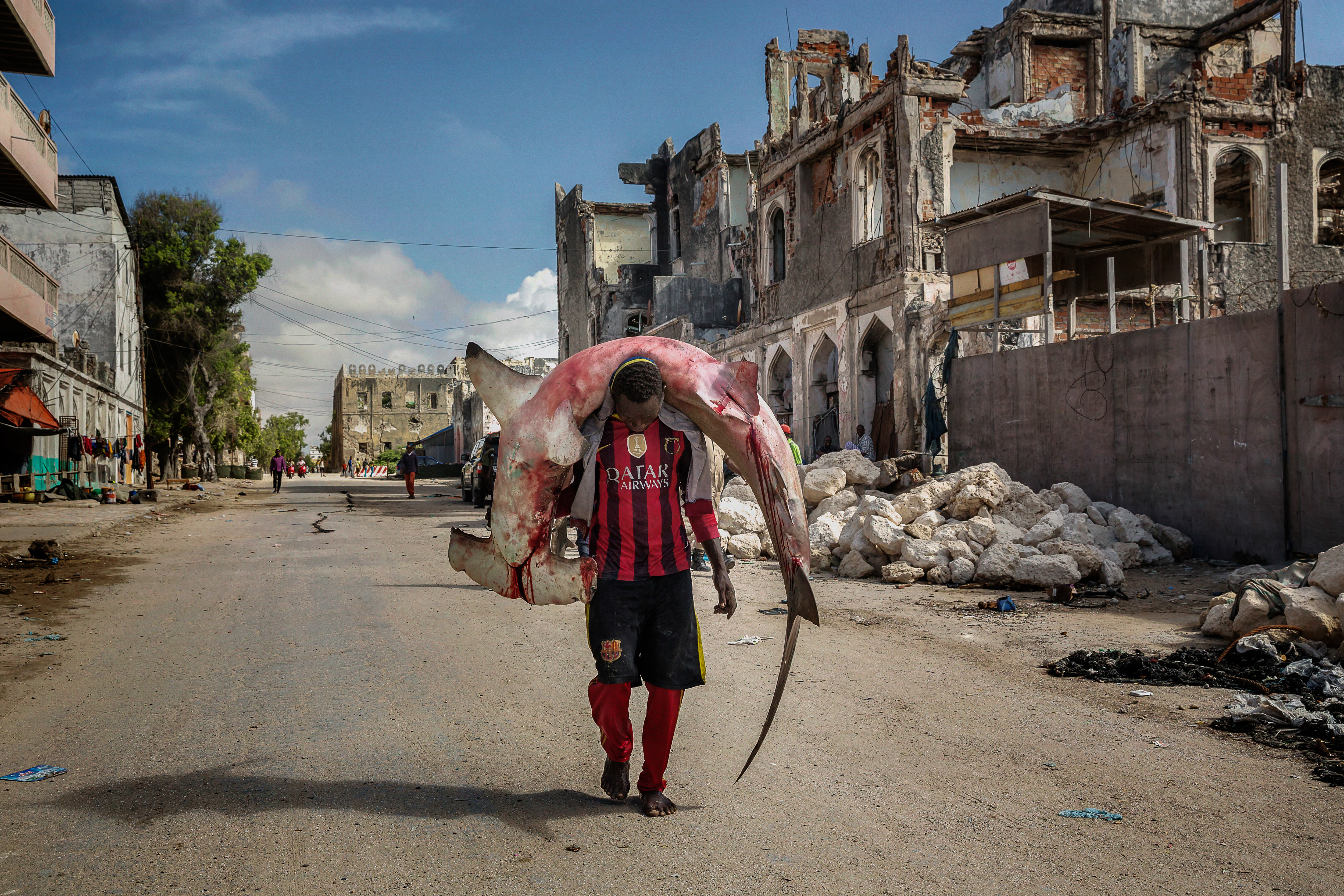
نگاره‌ای از یک مرد ماهی‌گیر در حال انتقال یک کوسه سرچکشی به بازار ماهی‌فروشان موگادیشو در سومالی.

زنجیره غذایی این جانور طیف وسیعی از خوراک‌ها را در برمی گرد که از جمله انواع ماهی‌ها، کوسه‌های دیگر، ماهی مرکب، هشت پا و انواع سخت‌پوستان را می‌توان نام برد. پوماهی نیز غذای مورد علاقه این کوسه‌است. همچنین این کوسه‌ها گاهی اقدام به خوردن کوسه‌های سرچکشی جوان‌تر نیز می‌کنند.

## ارتباط با انسان
سه گونه از نه گونه شناخته شده کوسه سرچکشی می‌تواند برای انسان خطرناک باشد.